# Tomini-Borstenzahndoktorfisch
Der Tomini-Borstenzahndoktorfisch (Ctenochaetus tominiensis) lebt im westlichen zentralen Pazifik bei Indonesien, den Philippinen, Neuguinea, den Salomon-Inseln, dem nördlichen Great Barrier Reef, bei Palau, Vanuatu, Fidschi und Tonga. Er lebt dort als Einzelgänger oder in kleinen Gruppen in geschützten Buchten, an Riffabhängen mit starkem Korallenbewuchs in Tiefen von 3 bis 25 Metern. Über sein Verhalten ist kaum etwas bekannt. In Aquarien gehaltene Exemplare waren aggressiv gegenüber anderen Doktorfischen.

## Merkmale
Tomini-Borstenzahndoktorfische werden 16 Zentimeter lang. Damit ist die Art der kleinste Doktorfisch. Die Schwanzflosse der Jungfische ist gegabelt, die der Adulten halbmondförmig. Sie ist weiß gefärbt und wird bei Auseinandersetzungen mit Artgenossen dunkelgrau. Die äußeren Zonen der weichstrahligen Teile von Rücken- und Afterflosse sind gelb oder orange. Am Ende der Rücken- und Afterflossenbasis befindet sich jeweils ein kleiner schwarzer Fleck.
Flossenformel: Dorsale VIII/24–25, Anale III/22–23